# Huelga de tabaqueros de 1877
La huelga de los tabaqueros de Nueva York duró desde mediados de octubre de 1877 hasta mediados de febrero de 1878. Diez mil trabajadores se marcharon en el momento álgido de la huelga, exigiendo mejores salarios, jornadas más cortas y mejores condiciones laborales, especialmente en las fábricas de viviendas. La huelga fue apoyada por el Sindicato Internacional de Fabricantes de Cigarros de América, capítulo local 144.

## Fondo
El cigarro, en su esencia, se compone de hojas de tabaco curado enrolladas. El proceso de enrollado puede llevarse a cabo manualmente, lo que resulta en un producto de lujo más costoso, o en una fábrica, donde se producen formas más uniformes a un costo considerablemente menor. La demanda de puros fue alta durante los siglos XVIII y XIX, lo que generó una fuerza laboral especializada, inicialmente en Cuba y América del Sur. Hacia mediados y finales del siglo XIX, un número creciente de trabajadores en Estados Unidos adquirieron la habilidad de fabricar cigarros. Enrollar un cigarro es un trabajo especializado; un aprendiz puede llevar hasta un año dominar completamente el arte y el proceso de enrollado.
Para la década de 1840, ya habían surgido viviendas de alquiler en las ciudades más grandes a lo largo de la costa este de Estados Unidos. Estas viviendas consistían en habitaciones más grandes dentro de apartamentos o casas que se destinaban exclusivamente al trabajo. Por lo general, estas viviendas estaban bajo la propiedad del dueño de la fábrica, y los apartamentos se arrendaban a los empleados a precios elevados. Sin embargo, estas viviendas también resultaron en condiciones de vida poco saludables e insalubres. Hacia finales del siglo XIX, el proceso de fabricación de cigarros se había trasladado a fábricas más grandes, lo que permitía una mayor eficiencia para las empresas tabacaleras en términos de mano de obra y costos generales.
En 1863, la introducción de un molde para fabricar puros revolucionó la industria. Ahora, trabajadores relativamente no calificados podían realizar la tarea de enrollar un cigarro. Este avance provocó una gran afluencia de mujeres y adultos jóvenes a las fábricas de tabaco. Los trabajadores fueron capacitados específicamente en una parte del proceso de elaboración del cigarro. Un grupo se encargaba de dividir las hojas para hacer el relleno, otro seleccionaba las hojas para el proceso de laminado, otro introducía todo en el rodillo, y un último grupo finalizaba el producto.
En 1864, diversos delegados de los sindicatos locales de tabaqueros se unieron para formar la Unión Internacional de Fabricantes de Cigarros de América (CMIU). Estos delegados representaban a ciudades como Nueva York, Boston, Filadelfia, Baltimore y otras más. Solo se permitió la afiliación a empresas que producían puros torcidos a mano. Sin embargo, en 1869, tensiones internas llevaron a que varios miembros fundaran una nueva unión llamada United Cigar Makers of New York (UCMNY), la cual permitía la afiliación tanto para la fabricación manual como la asistida por máquinas. En 1875, George Hurst, presidente de CMIU, convocó a una reunión conjunta de ambos grupos en el primer número del Cigar Makers Official Journal. Durante esta reunión, la UCMNY se afilió a CMIU y fue designada como Local 144; Samuel Gompers fue nombrado presidente y Adolph Strasser secretario de finanzas. El Local 144 de CMIU desempeñaría un papel fundamental en la formación de la Federación Estadounidense del Trabajo.
En 1873, la economía de Estados Unidos se sumió en una recesión. Las inversiones mal concebidas en sectores que generaron menos ganancias de lo previsto provocaron que los bancos no pudieran cumplir con sus préstamos. En el otoño de ese año, los clientes de los bancos en Nueva York encontraron dificultades para retirar sus fondos. En septiembre, Jay Cooke & Company, una de las instituciones financieras más confiables de la ciudad, quebró, desencadenando un pánico que se propagó rápidamente más allá de Nueva York.

## La huelga
La crisis financiera de la década de 1870 desencadenó importantes huelgas en diversas industrias, siendo la más destacada la Gran Huelga Ferroviaria de 1877. En su libro "Once a Cigar Maker", Patricia Ann Cooper sugiere que los tabaqueros podrían haberse inspirado en esta huelga ferroviaria. Sea cual fuera la inspiración, en octubre de 1877, más de 10,000 mujeres y hombres abandonaron las fábricas y viviendas para iniciar una huelga. Su demanda principal era una reducción de la jornada laboral y mejores salarios. El Sindicato Internacional de Fabricantes de Cigarros de América (CMIU) brindó su respaldo a esta huelga.
El libro "Mujeres y Niños Asalariados en los Estados Unidos, Volumen IX" proporciona una visión de las condiciones laborales en las fábricas de la época. Afirma que las trabajadoras eran remuneradas por piezas producidas, sufrían de mala salud y se encontraban en un "bajo estado moral", atribuyendo esta situación al "olor venenoso del tabaco en un ambiente saturado de finas partículas de la planta de tabaco". Según el informe, el salario promedio de un fabricante de cigarros en Nueva York en 1877 era de alrededor de 3 dólares por semana, mientras que en Salem, Massachusetts, ascendía a 6 dólares semanales. Además, el informe sugiere que "gran parte de la prostitución que aflige a la ciudad es el resultado repugnante de la depravación que se originó en las fábricas de tabaco desde sus inicios".
Según Charles P. Neill, autor de "Mujeres y Niños Asalariados", los propietarios de las fábricas reemplazaron a los trabajadores en huelga, la mayoría de los cuales, según Neill, eran "bohemios" o inmigrantes desplazados por la guerra austro-prusiana en 1866, con "Chicas americanas". Se dice que los cigarros fabricados por estas trabajadoras suplentes llevaban una etiqueta adornada con el lema "Estos cigarros fueron hechos por chicas estadounidenses", una estratagema que, según la opinión de los propietarios de las fábricas, aumentaba la popularidad de dichos productos.

## Resultados de la huelga
Según el Daily Alta, un periódico de California, en diciembre de 1877, la huelga de los tabaqueros no tuvo un gran impacto. Los trabajadores cualificados regresaron a sus puestos, mientras que los "bohemios", considerados incapaces de producir cigarros de calidad, fueron despedidos. El periódico informó que las huelgas no tuvieron éxito y que los empleadores no sufrieron grandes pérdidas. Algunos empleadores pudieron resistir la huelga gracias a las existencias disponibles, mientras que otros trasladaron la producción a otro estado. El New York Times, el New-York Tribune y el New York Sun informaron sobre el trato duro e injusto hacia los huelguistas en las calles. Se registraron incidentes donde la policía empujó a las mujeres en huelga, incluso causando el parto prematuro de una huelguista embarazada. Además, se desalojó a presuntos líderes de la huelga de sus hogares como advertencia para otros trabajadores. La huelga llegó a su fin en febrero de 1878. Los trabajadores lograron obtener horas de trabajo reducidas, mayor empleo, salarios más altos y una menor exposición a las condiciones insalubres de las viviendas y sus productos asociados. Los empleadores estaban satisfechos de tener de vuelta a sus trabajadores habituales.
En agosto de 1881, Samuel Gompers, Adolph Strasser y varios otros delegados del Sindicato Internacional de Fabricantes de Cigarros de América (CMIU) se reunieron en Terre Haute, Indiana, junto con representantes de otros sindicatos para discutir la posibilidad de fusionarse en un solo sindicato. En noviembre de ese mismo año, se reunieron nuevamente en Pittsburgh y formaron la Federación de Sindicatos y Sindicatos Organizados de los Estados Unidos de América y Canadá. Esta federación llevó a cabo cinco convenciones anuales. En 1886, se fusionó con la Federación Estadounidense del Trabajo (AFL), y Samuel Gompers fue elegido presidente. En 1891, George W. Perkins asumió la presidencia del CMIU, cargo que ocupó hasta 1927.
En respuesta, las empresas tabacaleras estadounidenses que producían cigarros de bajo precio (5 centavos) continuaron contratando y capacitando a trabajadoras tabaqueras en lugar de hombres, basándose en la creencia de que las mujeres eran más confiables, cuidadosas en su trabajo y más fáciles de gestionar, además de la percepción de que "no beben". Sin embargo, las actitudes excluyentes de los miembros masculinos de los sindicatos hacia las mujeres que se unían significaron que la mayoría de las trabajadoras no eran miembros sindicales.
Además, la mayoría de las trabajadoras tabaqueras no fumaban puros, lo que evitaba que los fabricantes tuvieran que proporcionar los tres puros diarios gratuitos que se daban a los torcedores masculinos para su consumo personal. A pesar de estas medidas, la preferencia por las trabajadoras no resolvió el problema del aumento de los costos laborales y del tabaco. Después de 1910, el aumento en el número de huelgas de empleadas en la industria tabaquera de bajo precio indicó que los propietarios de las fábricas ya no podían depender de la docilidad de las trabajadoras.
Al final, el golpe decisivo para los sindicatos de tabaqueros llegó de la mano de la tecnología. Desde 1880, las continuas huelgas, paros y el constante aumento de los costos laborales y de las hojas de tabaco llevaron a que las empresas tabacaleras estadounidenses invirtieran en métodos mecanizados de producción de cigarrillos y puros. La primera máquina para liar cigarrillos fue introducida en 1880 por James Albert Bonsack, mientras que la máquina para fabricar puros apareció por primera vez en 1889. Con la caída de los precios de los cigarrillos y los puros, los sindicatos de tabaqueros perdieron miles de miembros. Se estima que entre 1921 y 1935 se perdieron alrededor de 56,000 puestos de trabajo. Decenas de fábricas sindicalizadas cerraron, mientras que otras pasaron a operar sin la afiliación sindical. En 1931, American Cigar Co., la única fábrica de puros con sede en Estados Unidos que aún utilizaba técnicas de torcido a mano, cesó su producción. Ese mismo año, el Sindicato Internacional de Fabricantes de Cigarros de América (CMIU), que alguna vez fue uno de los sindicatos más poderosos, reportó solo 15,000 miembros inscritos, una cifra que continuaría disminuyendo hasta la fusión y la eventual disolución del sindicato en 1974.